# 夕食、一緒に食べませんか?
『夕食、一緒に食べませんか?』（ゆうしょく、いっしょにたべませんか?、朝: 저녁 같이 드실래요?）は、韓国のテレビドラマ。2020年にMBCで放送された。主演はソン・スンホン、ソ・ジヘ。原作は同名WEB漫画。
同年、ソ・ジヘが出演したドラマ『愛の不時着』のパロディシーンも登場する。

## あらすじ
ウェブ専門チャンネルでPDとして働くウ・ドヒは恋人からのプロポーズを期待して内緒で恋人が経営する済州島のレストランを訪れる。しかし、そこに一緒にいたのは別の女性で修羅場となり、恋人に別れを告げるドヒだったが、そこでフードセラピストのヘギョンと居合わせ、成り行きで2人は夕食を共にする。2人はこの出会いがきっかけでプライベートに介入しない事を条件に気軽に食事を交わすディナーメイトになる。そんな時、ドヒの大学時代の恋人ジェヒョクと、ヘギョンの初恋の元恋人ノウルが彼らの前に再び現れる。

## 登場人物

### 主要人物
キム・ヘギョン
演 - ソン・スンホン
食事で患者の心を癒すフードセラピスト（精神科医）。
ウ・ドヒ
演 - ソ・ジヘ
オンラインコンテンツ制作会社2N BoxのPD。2度の大失恋で恋愛にトラウマを抱える。
チェン・ジェヒョク
演 - イ・ジフン
ドヒの大学時代の恋人。医学ジャーナリスト。
チン・ノウル
演 - ソン・ナウン
ヘギョンの元恋人。SNSで高い人気を得るジムのインストラクター。

### ヘギョンの周辺人物
カン・ゴヌ
演 - イ・ヒョンジン
ヘギョンの大学の後輩。スタイリスト。
イ・ビョンジン
演 - キム・ソギョン
ヘギョンのクリニックの看護師兼秘書
イ・ムンジョン
演 - チョン・グクヒャン
ヘギョンの母。小説家。

### 2N BOX
ナム・アヨン
演 - イェ・ジウォン
2N BOXの代表
パク・ジンギュ
演 - コ・ギュピル
2N BOXの企画チーム長
イム・ソラ
演 - オ・ヘウォン
ドヒの親友。ASMRクリエイター
キム・ジョンファン
演 - アン・テファン
企画チームのAD

### ドヒの家族
ウ・イノ
演 - チョン・ウンピョ
ドヒの父
チョン・ソンジュ 役
演 - ユン・ボクイン
ドヒの母

### その他
キ・エヌ(キム・ヒョヌ)
演 - パク・ホサン
ドヒがコンビニ前で会う謎のホームレス

### 特別出演
- キム・ジョンヒョン[2]
- チョン・サンフン
- キム・ヒョンソク
- イ・シオン
- パク・サンダラ
- テ・ジナ
- キム・ウォネ

## 日本での放送
- BSフジ∶2022年11月17日 - 12月20日